# Hojsala

Zasięg geograficzny imperium Hojsalów

Hojsala − dynastia w południowych Indiach, która pomiędzy X a XIV w. stworzyła tzw. "Cesarstwo Hojsala" (w języku kannada ಹೊಯ್ಸಳ ಸಾಮ್ರಾಜ್ಯ, IPA: [hojsəɭə saːmraːdʒjə]), obejmujące większą część obecnego stanu Karnataka. Stolicą Hojsalów był początkowo Belur, w późniejszym okresie Halebidu. 
Okres panowania dynastii Hojsalów jest szczególnie ważny ze względu na dynamiczny rozwój architektury i sztuki. Do dziś zachowało się ponad sto świątyń w tzw. stylu Hojsala, najsławniejsze z nich to świątynie Ćennakeśava w Belurze, Hoysaleśwara w Halebidu oraz Ćennakeśava w Somanathapura. Władcy z tej dynastii byli również mecenasami literatury, przyczyniając się do powstania wielu dzieł zarówno w sanskrycie, jak i w języku kannada.